# ロッキーマウンテンハウス
ロッキーマウンテンハウス（英:Rocky Mountain House）はカナダ・アルバータ州にある町。レッドディアの市街から約77キロの西に位置する。町の起源は18世紀末の毛皮貿易に遡り、町名は当時の貿易商社の呼称に由来する。北海道上川町と姉妹都市提携。

## 地理
付近にノースサスカチュワン川が流れる。町の西側にはクリアウォーター川があり、ノースサスカチュワン川に合流する。町の17キロ北西にはクリムゾン湖があり、クリムゾンレイク州立公園の中心。

### 気候
亜寒帯（ケッペンの気候区分 Dfc）～湿潤大陸性気候（ケッペンの気候区分 Dfb）

## 人口動態
2021年の地方自治体国勢調査における人口は6,765人。2016年に対して2.0％の増加。

## 経済
主な産業は石油、農業、及び林業。ハイウェイ22号線とハイウェイ11号線の交差する場所に位置し、レッドディア市と風光明媚なアルバータ・ロッキー山脈地帯の中間点にあることから観光も重要な産業である。

## 交通

### 道路
- ハイウェイ11号線（英語版）
- ハイウェイ22号線（英語版）

### 空港
- ロッキーマウンテンハウス空港（英語版）

## 姉妹都市
- 北海道上川町
  - 1984年（昭和59年）6月21日に提携[2]